# Cradoscrupocellaria macrorhyncha
Cradoscrupocellaria macrorhyncha is een mosdiertjessoort uit de familie van de Candidae. De wetenschappelijke naam van de soort is, als Scrupocellaria macrorhyncha, voor het eerst geldig gepubliceerd in 1962 door Gautier.